# S/2003 J 2
S/2003 J 2 ist einer der kleineren Monde des Planeten Jupiter.

## Entdeckung
S/2003 J 2 wurde am 5. Februar 2003 von Astronomen der Universität Hawaii entdeckt. Der Mond hat noch keinen offiziellen Namen erhalten – bei den Jupitermonden sind dies in der Regel weibliche Gestalten aus der griechischen Mythologie –,  sondern  wird entsprechend der Systematik der Internationalen Astronomischen Union (IAU) vorläufig als S/2003 J 2 bezeichnet.

## Bahndaten
S/2003 J 2 ist der bislang äußerste bekannte Mond des Jupiter. Er umkreist den Planeten in einem mittleren Abstand von 29.541.000 km in 979 Tagen, 23 Stunden und 46 Minuten. Die Bahn weist eine Exzentrizität von 0,2255 auf. Mit einer Neigung von 160,638° ist die Bahn retrograd, d. h., der Mond bewegt sich entgegen der Rotationsrichtung des Jupiter um den Planeten. Er gehört keiner bekannten Gruppe von Monden an, die den Jupiter auf gemeinsamen Bahnen umkreisen.
Die Grenze von Jupiters gravitativem Einfluss wird durch die Hill-Sphäre definiert, deren Radius etwa {\textstyle a_{\mathrm {J} }{\sqrt[{3}]{\frac {m_{\mathrm {J} }}{3M_{\odot }}}}} beträgt. Dabei sind {\displaystyle a_{\mathrm {J} }} und {\displaystyle m_{\mathrm {J} }} Jupiters große Halbachse und Masse, und {\displaystyle M_{\odot }} die Masse der Sonne. Damit ergibt sich ein Radius von rund 52 Mio. Kilometern. S 2003 J 2 entfernt sich auf seiner exzentrischen Bahn bis zu 36 Mio. km von Jupiter. Möglicherweise gehen noch weiter entfernte Monde verloren.

## Physikalische Daten
S/2003 J 2  besitzt einen Durchmesser von etwa 2 km. Seine Dichte wird auf 2,6 g/cm³ geschätzt. Er ist vermutlich überwiegend aus silikatischem Gestein aufgebaut.
Er weist eine sehr dunkle Oberfläche mit einer Albedo von 0,04 auf, d. h., nur 4 % des eingestrahlten Sonnenlichts werden reflektiert. Seine scheinbare Helligkeit beträgt 23,2m.